# Дрейтон-Валли
Дре́йтон-Ва́лли (англ. Drayton Valley) — город (с 1957 года) в провинции Альберта (Канада), один из центров нефтегазовой промышленности провинции.

## География
Дрейтон-Валли расположен в центральной части провинции Альберта примерно в 120 км к юго-западу от Эдмонтона. Рядом с возвышенностью, на которой размещается город, протекает река Норт-Саскачеван. Высота Дрейтон-Валли над уровнем моря — 766 м.
Международный аэропорт Эдмонтон находится в 70 минутах езды от Дрейтон-Валли. Дрейтон-Валли соединяют с Калгари, Эдмонтоном и его международным аэропортом автострады № 2 и № 39; из Эдмонтона в Дрейтон-Валли можно также попасть по автострадам № 16 и № 32. Ближайшая железнодорожная станция расположена в Эвансберге, в 41 км к северу от Дрейтон-Валли, и обслуживает поезда Canadian National Railway.
Светлое время суток в Дрейтон-Валли составляет от 7 часов зимой до 17 часов летом. Диапазон летних температур — от 10 °C до 25 °C, зимних — от −16 °C до −6 °C.

## История
Первым белым исследователем района современного Дрейтон-Валли стал в 1810 году Дэвид Томпсон, работавший в Северо-Западной компании. Он посетил эти места на пути в Британскую Колумбию и в своих записях оставил сообщение о конфликте с местным племенем пиеганов.
Первые европейские поселенцы прибыли в район современного Дрейтон-Валли только в 1907 году. Небольшая община в первой половине XX века занималась сельским хозяйством, рубкой леса и трапперской охотой. Первоначально планировалось назвать общину Пауэрхауз, в честь гидроэлектростанции, которая должна была быть построена в шести милях оттуда, но начавшаяся война перечеркнула эти планы. В итоге своё современное название община получила в честь английского городка Дрейтона, откуда была родом жена первого почтмейстера Дрейтон-Валли
Экономическая и демографическая ситуация в регионе резко изменилась после того, как по соседству было открыто мощное Пембинское нефтяное месторождение. Дрейтон-Валли был избран для размещения предприятий по переработке добываемой нефти. В результате уже в 1953 году его население выросло с 75 до 3000 человек. В следующем году был принят местный закон, контролирующий продажу земли, в 1955 году Дрейтон-Валли получил статус деревни, в 1956 году — города развития и в 1957 — полную автономию как самостоятельный город.

## Население и администрация
Согласно переписи населения 2021 года, в Дрейтон-Валли проживали 7291 человек. По сравнению с 2016 годом число жителей города выросло на 0,8 %, что существенно меньше, чем в среднем по провинции Альберта (4,8 %). Плотность населения в 2021 году составляла 236 человек на км².
Дети и подростки в возрасте до 14 лет включительно составляли в 2021 году 20 % населения города, люди пенсионного возраста (65 лет и старше) — 15 %. Средний возраст жителей Дрейтон-Валли — 38,8 года, медианный — 37,6 года.
Около 57 % жителей города в 2021 году состояли в зарегистрированном или незарегистрированном браке. В общей сложности в Дрейтон-Валли в этот период насчитывалось около 2000 семей, из которых 2/3 составляли супружеские пары (с детьми и без них), 15 % — пары, проживающие в незарегистрированном браке, и 18 % — семьи с родителем-одиночкой. В половине полных семей были дети, проживающие с родителями; в среднем в семьях с детьми насчитывалось 1,9 ребёнка.
Более 90 % жителей города родились в Канаде, из числа иммигрантов больше половины прибыли в страну в течение 10 лет, предшествовавших переписи 2021 года. Крупнейшей этнической общиной была филиппинская. Для 90 % населения Дрейтон-Валли родным языком был английский, 2 % владели обоими официальными языками Канады — английским и французским. Около 8 % жителей назвали в качестве родного какой-либо другой язык (в том числе 2,5 % — тагальский).
Городской совет Дрейтон-Валли состоит из семи членов, включая мэра. Этот пост с 2013 года занимает Гленн Маклин. Повседневное функционирование городских служб поддерживает штат из 120 работников во главе с главным администратором.

## Экономика и культура
Основу экономики Дрейтон-Валли составляют отрасли, связанные с добычей и переработкой нефти и природного газа. В последние годы, однако, предпринимаются усилия о диверсификации городской экономики, развиваются лесное хозяйство, скотоводство, строительная и мусороперерабатывающая промышленность.
В городе работает публичная библиотека и центр искусств им. Элинор Пикап (бывший театр «Кардиум», открытый в 1956 году). Спортивные арены представлены многоцелевым центром «Омниплекс» и городским плавательным бассейном. В Дрейтон-Валли проводятся ежегодные соревнования по дрэг-рейсингу, велоспорту и триатлону.